# Bastien Millot
Pour les articles homonymes, voir Millot.
Bastien Millot, né le 5 septembre 1972 à Saint-Quentin (Aisne), est avocat au barreau de Marseille, ancien chef d'entreprise français et ancien dirigeant de l'audiovisuel public. Il a été également premier adjoint (UMP) au maire de Beauvais entre 2001 et 2004 et conseiller régional de Picardie.

## Biographie

### Débuts professionnels et politiques auprès de Jean-François Copé
Petit-fils d'agriculteurs, né d'un cultivateur et d'une employée de La Redoute, Bastien Millot, à l'issue de ses études secondaires, intègre en 1991 le conseil municipal des jeunes de Saint-Quentin et l'Institut d'études politiques de Paris, où il rencontre Jean-François Copé, qui y enseigne l'économie.
Lorsqu'en 1995, Jean-François Copé gagne la mairie et la circonscription de Meaux, il nomme Bastien Millot, diplômé la même année de Sciences Po assistant parlementaire jusqu'en 1997,, ainsi que directeur de cabinet et de communication à la mairie,.
Lors de l'élection municipale de 2001, Bastien Millot se présente à Beauvais sur la liste de Caroline Cayeux (UMP). Elle emporte la mairie, et il devient son premier adjoint. Accusé d'avoir signé des heures supplémentaires indues à un chauffeur de la ville, il est privé de ses délégations municipales, attaqué en justice par la municipalité, et condamné pour détournement de fonds publics, complicité de faux et usage de faux en 2004 à une amende de 8 000 euros,,, après quoi il est exclu de la majorité municipale.
En 2002, Jean-François Copé, nommé secrétaire d'État chargé des Relations avec le Parlement et porte-parole du gouvernement Jean-Pierre Raffarin, l'appelle pour diriger son cabinet. Il est alors le seul non-fonctionnaire à occuper un poste de directeur de cabinet et, à 29 ans, le benjamin des « dircabs ».
Il suit Jean-François Copé, dont il est directeur de campagne aux élections régionales de 2004 en Île-de-France, dans ses affectations ministérielles : chef de cabinet et conseiller auprès du ministre délégué à l'Intérieur en 2004, directeur-adjoint de cabinet au ministère délégué du Budget et de la réforme de l'État en décembre 2004.
C'est par ailleurs Bastien Millot qui installe Jérôme Lavrilleux, auprès de Jean-François Copé à Meaux.

### Directeur délégué de France Télévisions
Bastien Millot est approché par Étienne Mougeotte pour devenir directeur de la communication du groupe TF1 mais est finalement nommé durant l'été 2005, numéro trois du groupe audiovisuel public France Télévisions, comme directeur délégué chargé de la communication, de l'innovation et de la stratégie auprès du président Patrick de Carolis. Il exerce également les fonctions de vice-président et secrétaire général de la fondation d'entreprise France Télévisions et de président-directeur général de France Télévisions Services, groupement d'intérêt économique qui assure la gestion des services généraux du groupe France Télévisions.
En décembre 2006, il fonde le Club France Télévisions qui totalisera deux ans plus tard deux millions de téléspectateurs membres.
En décembre 2007, tout en conservant ses précédentes fonctions, Bastien Millot prend la direction générale de Multimédia France Productions (MFP), une filiale du groupe France Télévisions, spécialisée dans la production de programmes télévisuels, ainsi que le sous-titrage.
Il est par ailleurs, de l'été 2005 à l'été 2008, actionnaire, administrateur et représentant permanent de TV5MONDE.
En 2014, il est mis en examen pour « recel de favoritisme » auprès de France Télévisions, pour des contrats passés entre la chaîne de télévision et sa société Bygmalion, sans mise en concurrence. Les prestations s'élèveraient à 2,5 millions d'euros,.

### Bygmalion
À l'automne 2008, Bastien Millot quitte France Télévisions pour créer Bygmalion, « une agence spécialisée dans le conseil et la communication ». Au titre des activités de cette société son nom est cité dans le cadre de plusieurs affaires judiciaires, notamment celle concernant le financement de la campagne présidentielle de Nicolas Sarkozy en 2012 et l'affaire des factures imputées à l'UMP. Il prétend n'en rien savoir, ce que contestent Guy Alvès, le directeur général du groupe, qui rappelle ses liens avec Jérôme Lavrilleux, l'avocat et le comptable de la société. Franck Attal, patron d'Event et Cie, a raconté aux policiers que Bastien Millot et Guy Alvès acceptèrent la proposition qui leur fut faite par Jérôme Lavrilleux et Éric Cesari, de rentrer dans « l'irrégularité » par ce système de fausses factures. Le 1er octobre 2014, après deux jours de garde à vue, il est mis en examen conjointement avec Guy Alves, pour complicité de faux et usage de faux dans le cadre de cette affaire.
Le 25 juin 2014, Le Canard enchaîné affirme que Bastien Millot bénéficiait d'une rémunération « attractive » et de « dépenses somptuaires » : plus de 115 000 euros de notes de frais et loyers, ou encore la location de sa propriété dans le Var à la société, pour les vacances du personnel, pour 6 000 euros[pertinence contestée]. Il quitte Bygmalion le 31 août 2013. En septembre 2015, il est à nouveau mis en examen.
Il est condamné en janvier 2017 « pour avoir passé des contrats entachés de favoritisme » à cinq mois de prison avec sursis, 75 000 euros d'amende et à indemniser des syndicats parties civiles.
Il est poursuivi en septembre 2017 pour recel de détournements de fonds publics dans le cadre d'un marché de communication passé avec la mairie de la ville de Saint-Maur. Le maire LR de la ville, Henri Plagnol, et trois de ses collaborateurs sont également poursuivis dans cette affaire.
Le 17 juin 2021, le parquet requiert une peine de 2 ans de prison, dont un an avec sursis probatoire, ainsi que de 150 000 euros d'amende. Le 30 septembre 2021, Bastien Millot est condamné à trois ans de prison dont 18 mois avec sursis pour « complicité d'usage de faux », « complicité d'escroquerie » et « complicité de financement illégal de campagne électorale », ainsi qu'à 100 000 euros d'amende. Sa peine est aménageable par le port d'un bracelet électronique. Bastien Millot conteste les dommages et intérêts auxquels il a été condamné. Mais le parquet ayant précisé qu'il faisait appel uniquement à l'encontre des condamnés qui avaient fait appel de leur condamnation pénale, la condamnation pénale de Bastien Millot devient définitive. 

### Activités politiques, médiatiques, reconversion comme avocat
Depuis 1999, Bastien Millot est chargé de cours en communication politique à l'Institut d'études politiques de Paris, ainsi qu'à l'université Paris II en Vie publique & relations institutionnelles depuis l'automne 2007.
Millot est d'octobre 2008 à mars 2010 conseiller régional UMP de Picardie en remplacement d'Antoine Lefèvre (fraîchement élu sénateur). En août 2009, se mettant en congé de l'UMP, il rejoint l'équipe de Jean-Marc Morandini sur Europe 1 dans Le Grand Direct des médias pour décrypter chaque jour l'actualité sous l'angle de la communication dans « C'est tout com' ». Pendant l'été 2012, il anime l'émission Les secrets de com'  avec Wendy Bouchard tous les samedis à 10 h sur Europe 1.
Il quitte Bygmalion le 31 août 2013 et cherche à vendre les 23 % qu'il possède dans la société pour devenir, en faisant valoir ses diplômes et son expérience dans la fonction publique, avocat au barreau de Marseille. Il prête serment le 6 mars 2014 à Aix-en-Provence. Il doit cesser alors ses activités de chroniqueur à Europe 1 et BFM TV. Par ailleurs, il s'investit dans la gestion d'une maison d'hôtes dans une propriété de famille en Picardie.
Il soutient la candidate PS Anne Hidalgo lors de l'élection municipale de 2014 à Paris.

## Décoration
- Chevalier de l'ordre des Palmes académiques - exclu de l'ordre des Palmes académiques par arrêté du 29 novembre 2022 avec effet au 30 septembre 2021[43]

## Ouvrages
- Bastien Millot, Mediatic Circus, Paris, éditions du Moment, 9 décembre 2010, 200 p. (ISBN 978-2-35417-108-7 et 2-35417-108-0)Adaptation écrite de sa chronique sur Europe 1.
- Bastien Millot, Politiques, pourquoi la com' les tue, Paris, Flammarion, 18 janvier 2012, 300 p. (ISBN 978-2-08-127037-4 et 2-08-127037-4)